# Cinque Nazioni 1965
Il Cinque Nazioni 1965 (in inglese 1965 Five Nations Championship; in francese Tournoi des Cinq Nations 1965; in gallese Pencampwriaeth y Pum Gwlad 1965) fu la 36ª edizione del torneo annuale di rugby a 15 tra le squadre nazionali di Francia, Galles, Inghilterra, Irlanda e Scozia, nonché la 71ª in assoluto considerando anche le edizioni dell'Home Nations Championship.
Il torneo fu vinto dal Galles, alla sua ventiduesima affermazione complessiva; i gallesi conquistarono il titolo con una gara d'anticipo insieme alla Triple Crown al termine della vittoriosa campagna contro tutte e tre le altre rivali delle isole britanniche; nell'ultima loro fatica furono sconfitti dalla Francia a Colombes e privati dello Slam al termine di un curioso incontro in cui l'arbitro irlandese Gilliland, sul 22-0 per i francesi, si infortunò dovendo lasciare spazio al suo guardalinee francese, che continuò la partita durante la quale il Galles realizzò 13 punti riducendo il distacco.
Calcutta Cup non assegnata, stante il pareggio 3-3 con meta inglese nel finale di partita a livellare il punteggio e relegare la Scozia all'ultimo posto e al cucchiaio di legno.
Il valore delle marcature, come stabilito dall’IRFB nel 1948, era: 3 punti per ciascuna meta (5 se trasformata), 3 punti per la realizzazione di ciascun calcio piazzato, mark o drop.

## Nazionali partecipanti e sedi
| Squadra     | Città     | Impianto interno      |
| ----------- | --------- | --------------------- |
| Francia     | Colombes  | Stadio Yves du Manoir |
| Galles      | Cardiff   | Arms Park             |
| Inghilterra | Londra    | Twickenham            |
| Irlanda     | Dublino   | Lansdowne Road        |
| Scozia      | Edimburgo | Murrayfield           |

## Risultati
| Arbitro: | Kevin Kelleher |

|                             |    |               |
| Darrouy (2) Gachassin Pique | mt | Henderson (2) |
| Dedieu (2)                  | tr | Scotland      |

| Arbitro: | Kevin Kelleher |

|                          |      |            |
| H. Morgan S. Watkins (2) | mt   |            |
| T. Price                 | tr   |            |
|                          | c.p. | Rutherford |
| D. Watkins               | drop |            |

| Arbitro: | Gwynne Walters |

|       |    |         |
| Doyle | mt | Darrouy |

| Arbitro: | R.W. Gilliland |

|             |      |                 |
|             | mt   | Gale S. Watkins |
|             | tr   | T. Price        |
| Wilson (2)  | c.p. | T. Price (2)    |
| Simmers (2) | drop |                 |

| Arbitro: | H.B. Laidlaw |

|         |    |  |
| Lamont  | mt |  |
| Kiernan | tr |  |

| Arbitro: | R.W. Gilliland |

|                |      |         |
| Payne          | mt   | Darrouy |
| Rutherford (2) | c.p. |         |
|                | drop | Dedieu  |

| Arbitro: | Gwynne Walters |

|           |      |                         |
|           | mt   | McGrath N. Murphy Young |
|           | tr   | Kiernan (2)             |
| Wilson    | c.p. |                         |
| Laughland | drop | Gibson                  |

| Arbitro: | Peter Brooks |

|                 |      |         |
| Bebb D. Watkins | mt   | Flynn   |
| T. Price        | tr   | Kiernan |
| T. Price        | c.p. | Kiernan |
| T. Price        | drop |         |

| Arbitro: | Gwynne Walters |

|         |      |          |
| Hancock | mt   |          |
|         | drop | Chisholm |

| Arbitro: | Bernard Marie |

|                                  |      |                       |
| G. Boniface (2) Cabanier Herrero | mt   | Bebb Dawes S. Watkins |
| Dedieu (2)                       | tr   | T. Price (2)          |
| Dedieu                           | c.p. |                       |
| Lasserre                         | drop |                       |

## Classifica
| Pos | Squadra     | G | V | N | P | PF | PS | DP  | Pt |
| --- | ----------- | - | - | - | - | -- | -- | --- | -- |
| 1   | Galles      | 4 | 3 | 0 | 1 | 55 | 45 | +10 | 6  |
| 2   | Francia     | 4 | 2 | 1 | 1 | 47 | 33 | +14 | 5  |
| 3   | Irlanda     | 4 | 2 | 1 | 1 | 32 | 23 | +9  | 5  |
| 4   | Inghilterra | 4 | 1 | 1 | 2 | 15 | 28 | −13 | 3  |
| 5   | Scozia      | 4 | 0 | 1 | 3 | 29 | 49 | −20 | 1  |